# Raissa Calza
Raissa Calza, née Raissa Gourevich (Odessa, Ukraine, 28 décembre 1894 - Rome, 1979) est une archéologue italienne d'origine ukrainienne et une historienne de la Rome antique.

## Biographie
Raissa Gourevich est née à Odessa en 1894. Dernière née de cinq enfants d'une famille aisée de propriétaires terriens, elle a vécu à Saint-Pétersbourg jusqu'en 1918 et ensuite près du Lac Ladoga.
Elle apprit la danse classique à l'école de Maierchold.
En 1920, à la suite de la révolution russe, elle émigra en Italie. 
À Rome, elle fréquenta le milieu artistique et fit la connaissance de Giorgio De Chirico qui travaillait au Teatro degli indipendenti fondé par Pirandello à la mise en scène de la tragédie La Mort de Niobé. Elle se vit attribuer le rôle principal de Niobé[Laquelle ?].
Une relation se noua entre elle et De Chirico. Ils se rendirent à Paris et se marièrent.
Raissa abandonna la danse et se tourna vers l'étude de l'archéologie à la Sorbonne auprès de Charles Picard.
En 1930, elle quitta De Chirico et retourna à Rome où elle se dédia à l'archéologie.
Ostie fut le principal centre d’intérêt de ses travaux. Elle travailla auprès de Guido Calza, surintendant des antiquités[pas clair] qui devint son troisième mari et dirigea les Musées d'Ostie.
Raissa Calza a rédigé de nombreux catalogues, guides archéologiques et a écrit de nombreux textes en particulier concernant l'iconographie.
Elle mourut à Rome en 1979 et fut inhumée au cimetière d'Ostie.

## Publications
- Cronologia ed identificazione dell'Agrippina Capitolina, Memorie della Pontificia Accademia Romana di Archeologia. Atti in 4, éditions L'Erma di Bretschneider, 1955.
- Iconografia Romana Imperiale da Carausio a Giuliano (287-363), Quaderni e Guide di Archeologia, 3, éditions L'Erma di Bretschneider, 1972  (ISBN 88-7062-165-0)
- Avec Nash Ernest Ostia, éditions Sansoni, 1959.
- Scavi di Ostia. IX. 1978.
- I ritratti (1964-1978).
- Iconografia romana imperiale (1972).
- Statua iconica femminile da Ostia (Bollettino d’arte. 35.1950).
- Un problema di iconografia imperiale sull’arco di Costantino (Atti della Pont. Acc. Romana di arch. Ser. III. Rendiconti. 32.1959-1960.